# Angraecum protensum
Angraecum protensum är en orkidéart som beskrevs av Rudolf Schlechter. Angraecum protensum ingår i släktet Angraecum och familjen orkidéer. Inga underarter finns listade i Catalogue of Life.